# Кентукське дербі
Кентукське дербі (англ. Kentucky Derby) — кінні перегони, що проходить в найбільшому місті штату Кентуккі, Луїсвілл, в першу суботу травня з 1875 року. 
Незважаючи на порівняно малу тривалість самих забігів — вони в середньому тривають якраз дві хвилини, за що змагання заслужило гучний титул «Найвидатніші дві хвилини в спорті» — за значимістю з Кентукським дербі в світі можуть зрівнятися, хіба що, такі «гранди», як Епсомське дербі і Королівські скачки в Аскоті. Більш 150 000 осіб щорічно приїжджають на іподром «Черчілль-Даунс» в Луїсвіллі, щоб насолодитися видовищем, яке журнал Forbes включив в число десяти найуспішніших спортивних брендів у світовій історії.
Дербі в Луїсвіллі традиційно відкриває знамениту серію скачок «Потрійна корона» (Triple Crown), куди, крім нього, входять скакові дербі «Прікнесс» в Балтіморі, штат Меріленд і «Белмонт» в Елмонті, штат Нью-Йорк. 

## Опис

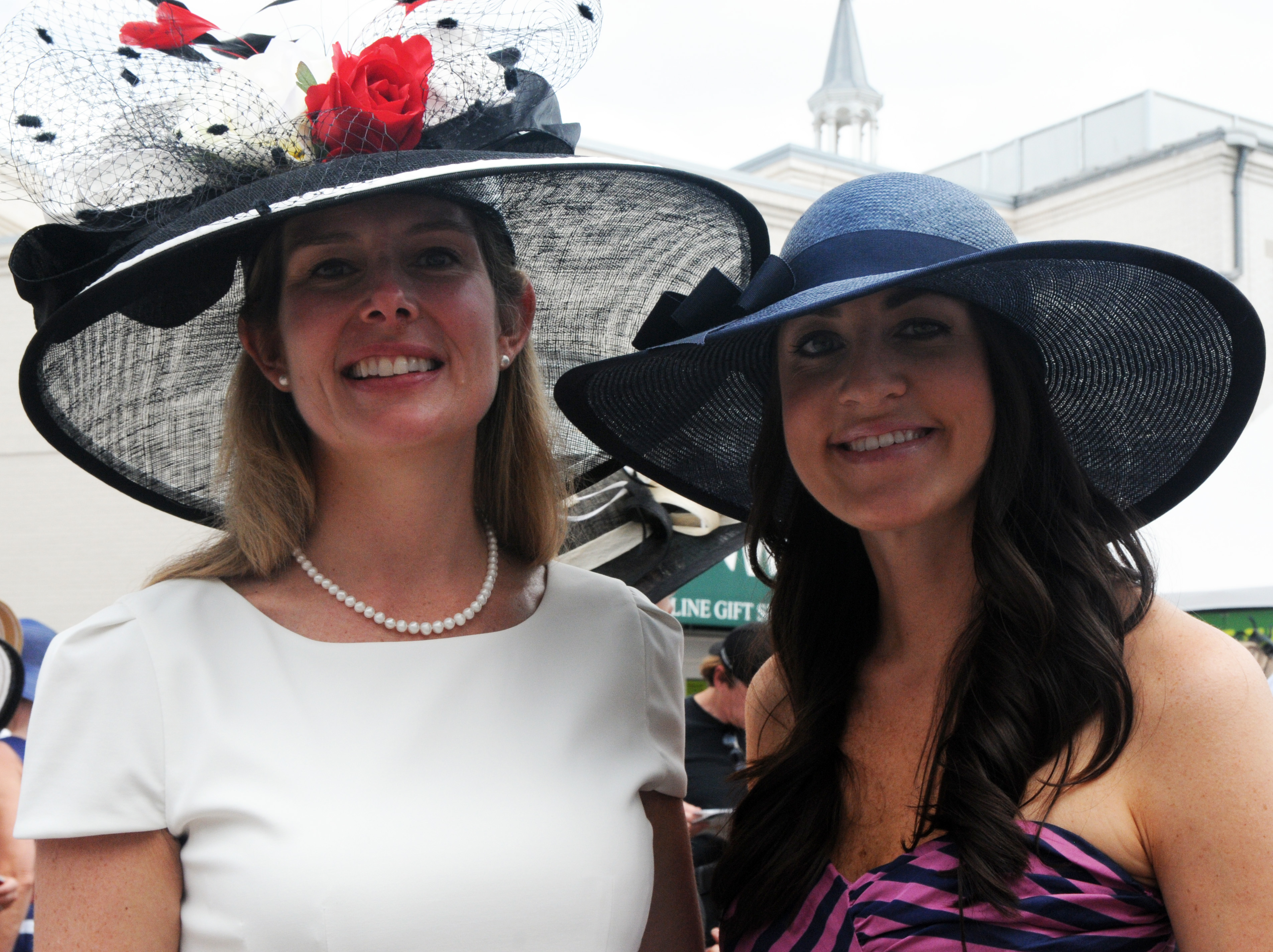
Традиційні для дербі дамські капелюшки

У забігах «Потрійної корони» беруть участь тільки чистокровні коні-трилітки верхових порід. Дистанція перегонів Кентукського дербі становить 1,25 милі. Переможець заїздів отримує розкішну попону з 554 живих троянд для свого скакуна — за що це змагання прозвали «Забіг за трояндами», а також солідний грошовий приз — більше 1 мільйона доларів.
За час, що минув з створення змагання в 1875 році, дербі в Кентуккі обросло безліччю яскравих традицій. Найвідомішою з них є «шоу» модних дамських капелюшків — звичай, який американські леді з задоволенням перейняли у британських великосвітських модниць. Ще одна старовинна традиція наказує виконувати неофіційний гімн штату Кентуккі «My Old Kentucky Home» перед початком заїздів. Також неможливо уявити ці скачки без їх фірмового напою — м'ятного коктейлю «Mint Julep».
Заходи Kentucky Derby далеко не обмежуються рамками кінного спорту. За два тижні перед святом в Луїсвіллі проходить Фестиваль Кентукського дербі. У його велику програму входить цілий спектр розваг на будь-який смак — від музичних концертів та вечірок до модних показів і дегустацій елітних вин. Головною подією свята стає «Грім над Луїсвіллі» — найбільше шоу феєрверків у США.